# Roberto Forza
Roberto Forza (Rio de Janeiro, 26 settembre 1957) è un direttore della fotografia italiano.
È collaboratore abituale del regista Marco Tullio Giordana, per il quale ha curato la fotografia di ogni suo film a partire da I cento passi del 2000.

## Biografia
Figlio di una coppia del Polesine emigrata in Brasile, nel 1961 torna con la famiglia in Italia, a Torino, dove si diploma come perito meccanico, nel 1977, e sviluppa la passione per il cinema frequentando il Movie Club e i corsi di storia del cinema di Gianni Rondolino.
Dal 1983 al 1987 lavora come operatore presso il centro di produzione RAI di Milano, occupandosi di trasmissioni di ogni genere e di film per la televisione, collaborando con registi quali Gianni Amico e Silvio Soldini. Lasciata la Rai per dedicarsi alla professione free lance, lavora nel campo della pubblicità, del documentario industriale e del cortometraggio d'autore.
Nel 1993 cura per la prima volta la fotografia di un lungometraggio cinematografico, Punto di fuga, diretto da Claudio Del Punta, mentre nel 1995 fotografa lo sceneggiato televisivo Il grande Fausto diretto da Alberto Sironi.
Con il mélo Va' dove ti porta il cuore (1996) inizia la collaborazione con Cristina Comencini che prosegue con Matrimoni (1998) e Liberate i pesci! (2000). Negli stessi anni lavora con Giacomo Battiato per il film Cronaca di un amore violato e soprattutto per l'ottava e la nona serie della Piovra, la cui fotografia notturna e dai forti contrasti gli vale la chiamata da Marco Tullio Giordana per occuparsi dal suo I cento passi, per il quale riceve la candidatura al David di Donatello per il miglior direttore della fotografia. È l'inizio di un fortunato sodalizio professionale che prosegue con l'epopea storico-familiare La meglio gioventù (2003), il mélo Quando sei nato non puoi più nasconderti (2005) e lo storico Sanguepazzo (2007).
Con Liberi del 2003 inaugura invece la collaborazione con Gianluca Maria Tavarelli, sia al cinema (Non prendere impegni stasera del 2006) che in televisione (Paolo Borsellino del 2004, Le cose che restano del 2010).

## Filmografia

### Cinema
- Vanessa per sempre (cortometraggio), regia di Giancarlo Bertolina (1983)
- Punto di fuga, regia di Claudio Del Punta (1993)
- Un paradiso di bugie, regia di Stefania Casini (1996)
- Silenzio... si nasce, regia di Giovanni Veronesi (1996)
- Va' dove ti porta il cuore, regia di Cristina Comencini (1996)
- Cronaca di un amore violato, regia di Giacomo Battiato (1996)
- Il ciclone, regia di Leonardo Pieraccioni (1996)
- Fuochi d'artificio, regia di Leonardo Pieraccioni (1997)
- Matrimoni, regia di Cristina Comencini (1998)
- I cento passi, regia  di Marco Tullio Giordana (2000)
- Liberate i pesci!, regia di Cristina Comencini (2000)
- Nati stanchi, regia di Dominick Tambasco (2002)
- Ascolta la canzone del vento, regia di Matteo Petrucci (2003)
- La meglio gioventù, regia di Marco Tullio Giordana (2003)
- Liberi, regia di Gianluca Maria Tavarelli (2003)
- È già ieri, regia di Giulio Manfredonia (2004)
- Quando sei nato non puoi più nasconderti, regia di Marco Tullio Giordana (2005)
- Non prendere impegni stasera, regia di Gianluca Maria Tavarelli (2006)
- Il 7 e l'8, regia di Salvatore Ficarra, Valentino Picone e Giambattista Avellino (2007)
- Sanguepazzo, regia di Marco Tullio Giordana (2007)
- Si può fare, regia di Giulio Manfredonia (2008)
- La matassa, regia di Salvatore Ficarra, Valentino Picone e Giambattista Avellino (2009)
- Qualunquemente, regia di Giulio Manfredonia (2011)
- Nessuno mi può giudicare, regia di Massimiliano Bruno (2011)
- C'è chi dice no, regia di Giambattista Avellino (2011)
- Romanzo di una strage, regia di Marco Tullio Giordana (2011)
- La mafia uccide solo d'estate, regia di  Pif (2013)
- Andiamo a quel paese, regia di Salvo Ficarra e Valentino Picone (2014)
- In guerra per amore, regia di Pif (2016)
- Tito e gli alieni, regia di Paola Randi (2017)
- Contromano, regia di Antonio Albanese (2018)
- Una vita spericolata, regia di Marco Ponti (2018)
- Yara, regia di Marco Tullio Giordana (2021)
- Era ora, regia di Alessandro Aronadio (2022)
- Cento domeniche, regia di Antonio Albanese (2023)

### Televisione
- Il grande Fausto, regia di Alberto Sironi (1995)
- Storia di Chiara, regia di Andrea e Antonio Frazzi (1995)
- La piovra 8 - Lo scandalo, regia di Giacomo Battiato (1997)
- La piovra 9 - Il patto, regia di Giacomo Battiato (1998)
- Più leggero non basta, regia di Elisabetta Lodoli (1998)
- Operazione Kebab, regia di Enrico Carlesi (2002)
- Paolo Borsellino (2004)
- Maria Montessori - Una vita per i bambini, regia di Gianluca Maria Tavarelli (2007)
- Quo vadis, baby?, regia di Guido Chiesa (2007)
- Le cose che restano, regia di Gianluca Maria Tavarelli (2010)
- Imma Tataranni - Sostituto procuratore, regia di Francesco Amato – serie TV (2019)
- Crazy for Football - Matti per il calcio, regia di Volfango De Biasi - film TV (2021)
- Guida astrologica per cuori infranti, regia di Bindu De Stoppani e Michela Andreozzi - serie Netflix (2021-2022)